# Doische
Doische (en wallon Dweche) est une commune francophone de Belgique située en Région wallonne dans la province de Namur.

## Toponymie
Vers 1214 Doesche : propriété de (suffixe francique -ica ou -isca) Dotia, anthroponyme gallo-romain féminin ou Dodo, anthroponyme germanique.

## Géographie
La commune est bornée au nord par Agimont, à l’est par Foisches et Givet (France), au sud par Vaucelles et à l’ouest par Gimnée.

### Sections
| #  | Nom               | Superficie. (km²) | Habitants (2020) | Habitants par km² | Code INS |
| -- | ----------------- | ----------------- | ---------------- | ----------------- | -------- |
| 1  | Doische           | 10,02             | 609              | 61                | 93018A   |
| 2  | Vaucelles         | 3,15              | 163              | 52                | 93018B   |
| 3  | Niverlée          | 3,73              | 79               | 21                | 93018C   |
| 4  | Matagne-la-Petite | 9,43              | 323              | 34                | 93018D   |
| 5  | Matagne-la-Grande | 13,61             | 288              | 21                | 93018E   |
| 6  | Romerée           | 13,14             | 321              | 24                | 93018F   |
| 7  | Gimnée            | 8,76              | 494              | 56                | 93018G   |
| 8  | Vodelée           | 5,28              | 247              | 47                | 93018H   |
| 9  | Soulme            | 6,88              | 151              | 22                | 93018G   |
| 10 | Gochenée          | 10,12             | 295              | 29                | 93018H   |

### Communes limitrophes
|               | Florennes |                             |
| Philippeville | Doische   | Hastière Foisches ( France) |
|               | Viroinval |                             |

## Démographie

### Démographie: Avant la fusion des communes
- Source: DGS recensements population

### Démographie: Commune fusionnée
En tenant compte des anciennes communes entraînées dans la fusion de communes de 1977, on peut dresser l'évolution suivante :
Les chiffres des années 1831 à 1970 tiennent compte des chiffres des anciennes communes fusionnées.
- Source: DGS , de 1831 à 1981=recensements population; à partir de 1990 = nombre d'habitants chaque 1 janvier[3]

## Histoire

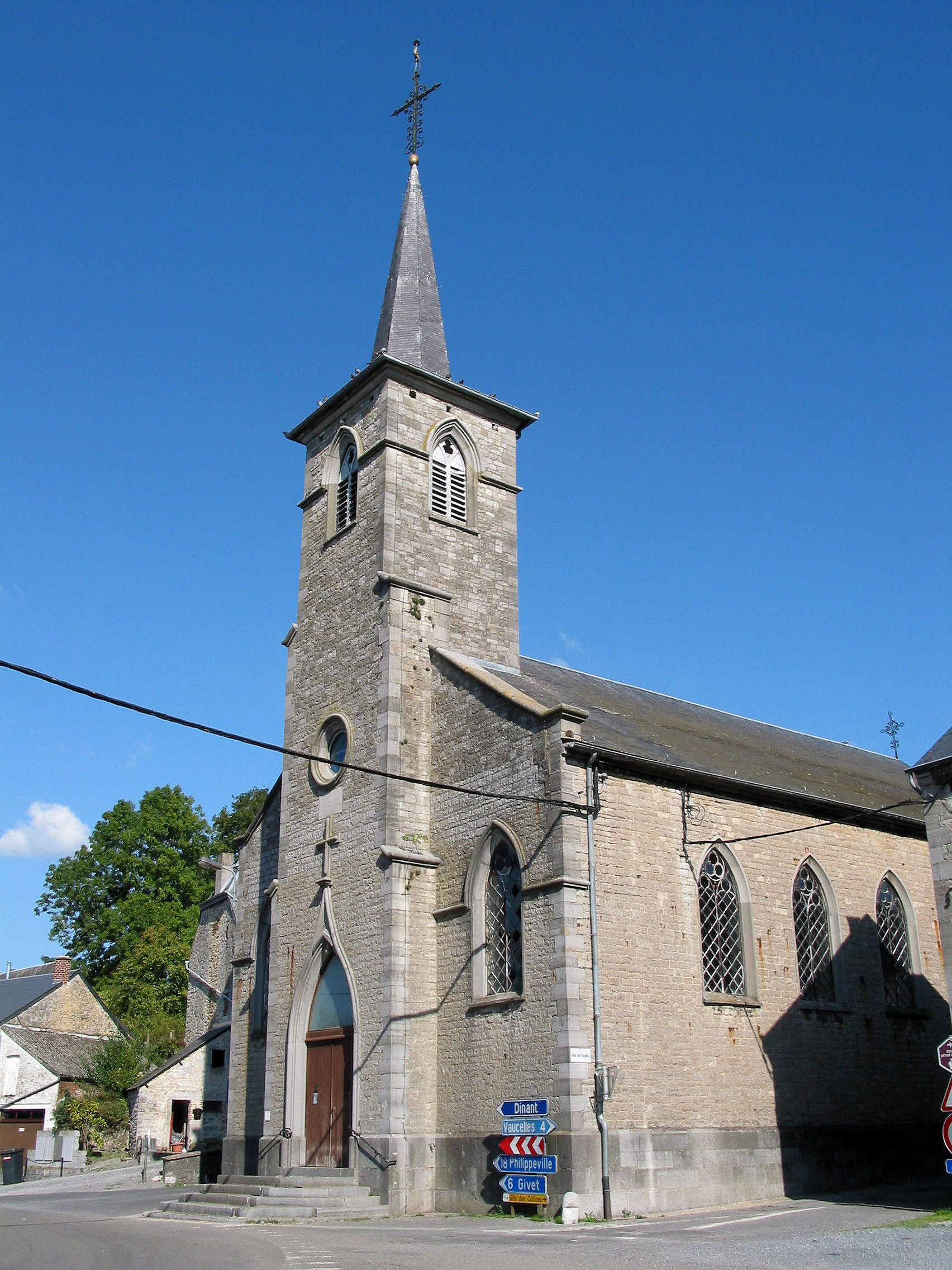
Doische, l'église.

On y a retrouvé des silex taillés, signe le site dû probablement être habité dès l’époque préhistorique. De même, on y a recueilli des vestiges du travail du fer de l’époque franque ainsi que des monnaies romaines.
Doische, avec Aubrives, Foische, Gimnée, Ham, Niverlée, Olloy et Vaucelles, était l’un des huit villages de la baronnie de Hierges, namuroise au départ et devenue au Xe siècle une des pairies du duché de Bouillon, et à ce titre territoire liégeois. La baronnie passe au XIIIe siècle à la famille de Jauche, puis de Berlaymont, d’Egmont, d’Erquelinnes de Pignatelli et enfin d’Arenberg.
En 1214, il existait à Doische une villa ou domaine de l’abbaye de Saint-Hubert mais en 1241, Gilles de Hierges cède à l’abbaye de Brogne les dîmes de Doische et de Gimnée (Doische formait avec Gimnée et Vaucelles une seule paroisse jusqu'au XVIIe siècle. En 1385, les habitants sont bourgeois et obtiennent le droit de chasser dans les bois avec des chiens.
En juin 1793, les responsables de l’organisation du district de Couvin divisent celui-ci en dix cantons. Doische fera partie du canton de Romerée avec Gimnée, Matagne-la-Grande, Matagne-la-Petite et Niverlée. En l’an VIII du calendrier républicain (c'est-à-dire en l'an 1800), ce canton municipal — en quelque sorte précurseur de l’entité actuelle — compte 1 566 habitants dont 59 conscrits.
L’économie locale est depuis toujours centrée sur l’agriculture et de plus en plus sur l’élevage. Vers 1875, on a ouvert des carrières de pierre, de sable et de terre plastique.
Le soir du 14 mai 1940, lors de la bataille de France, Doische est prise par les Allemands de l’Infanterie-Regiment 4 (unité de la 32. Infanterie-Division de Franz Böhme) qui vient de traverser la Meuse face à des unités de la 22e division d'infanterie française (général Béziers-Lafosse).

## Politique et administration

### Conseil et collège communal 2024-2030
Ci-dessous, le tableau des résultats des élections communales de 2024.
| Parti | Parti           | Voix (2024) | Voix (2018) | % (2024) | % (2018) | +/-   | Sièges | +/- | Collège |
| ----- | --------------- | ----------- | ----------- | -------- | -------- | ----- | ------ | --- | ------- |
|       | Doische à coeur | 1.411       | -           | 68,80%   | -        | 0.0 % | 8 / 11 | 8.0 | Oui     |
|       | Horizon Citoyen | 640         | -           | 31,20%   | -        | 0.0 % | 3 / 11 | 3.0 | Non     |
|       | MR-IC           | -           | 1.206       | -        | 57,35%   | 0.0 % | - / 11 | 8.0 | Non     |
|       | ENSEMBLE        | -           | 637         | -        | 30,29%   | 0.0 % | - / 11 | 3.0 | Non     |
|       | CD@             | -           | 260         | -        | 12,36%   | 0.0 % | - / 11 | 0.0 | Non     |
| Total | Total           | 2 051       | 2 103       | 100 %    | 100 %    |       | 11     |     |         |

| Collège communal  |                                   |                      |
| ----------------- | --------------------------------- | -------------------- |
| Bourgmestre       | Cali Jacquiez dit Pascal Jacquiez | MR - Doische à Coeur |
| 1er Échevine      | Bénédicte Hamoir                  | Doische à Coeur      |
| 2e Échevin        | Luc Noël                          | Doische à Coeur      |
| 3e Échevin        | Xavier Pauly                      | Doische à Coeur      |
| Président du CPAS | Eric Dubuc                        | Doische à Coeur      |

## Patrimoine et culture

### Patrimoine architectural
- Liste du patrimoine immobilier classé de Doische.
- Eglise Saint-Georges. Daté de 1860, construite par l'architecte Piret en style néo-gothique et restaurée en 1978[9].
- Ferme du Marais, rue du Marais. Cité en 1795, grosse ferme en long du 2e tiers du XVIIe siècle et transformée au XIXe siècle[10].
- Ferme du Château, rue Martin Sandron. Erigée en 1573 par le doyen du concile de Chimay, Jacques Ghenart[11].
- Ecole communale, rue Martin Sandron. Datée de 1833[12].
- Direction de l'Ecole moyenne, rue Martin Sandon. Construit en deux temps par le notaire Anceau dans la 2e moitié du XVIIIe siècle[13].

## Particularité
- Soulme, un des plus beaux villages de Wallonie, fait partie de la commune de Doische.
- Doische est jumelé avec le village de  Quarante (France).

## Personnalité liée à la commune
- Félicien Defoin (1869-1940) : artiste né à Doische (établi à Châtelet) dont le peintre René Magritte, (1898-1967), fréquenta à Châtelet l'atelier[14].
- Albert Wayens (1922-2002) : écrivain, romancier et historien belge né à Doische.